# NGC 51
NGC 51 è una galassia lenticolare situata nella costellazione di Andromeda. Ha un diametro di 90.000 anni luce.
La galassia è stata scoperta il 7 settembre 1885 dall'astronomo statunitense Lewis Swift, che la descrisse come "piuttosto debole e piccola, rotonda e più brillante al centro."
Il 5 ottobre 2016, al suo interno è stata individuata la supernova SN 2016gxp, classificata come di tipo Ia, con una magnitudine 18,6.